# Любима (річка)
Любима — річка в Україні у Антрацитівському районі Луганської області. Права притока річки Ровеньок (басейн Азовського моря).

## Опис
Довжина балки приблизно 11 км, похил річки 15 м/км, площа басейну водозбору 42,1 км, найкоротша відстань між витоком і гирлом — 10,51 км, коефіцієнт звивистості річки — 1,05. Формується декількома балками та загатами.

## Розташування
Бере початок у північно-східній частині міста Ровеньки. Тече переважно на південний захід і у селі Улянівка впадає у річку Ровеньок, праву притоку річки Нагольної.

## Цікаві факти
- Біля витоку річки на західній стороні на відстані приблизно 2,25 км пролягає автошлях Т 1320[1] (Луганськ — Ізварине (державний кордон з Росією) — автомобільний шлях міжнародного значення на території України).